# جوزپه مینگیون
جوزپه مینگیون (انگلیسی: Giuseppe Mingione؛ زادهٔ ۲۸ اوت ۱۹۷۲) دانشمند در زمینه ریاضیات اهل ایتالیا است.
وی همچنین برندهٔ جوایزی همچون نشان شایستگی از جمهوری ایتالیا شده‌است.